# Křenice
Křenice (deutsch Krenitz, früher Krzenitz) ist eine Gemeinde in Tschechien. Sie liegt sieben Kilometer nordwestlich von Švihov und gehört zum Okres Klatovy.

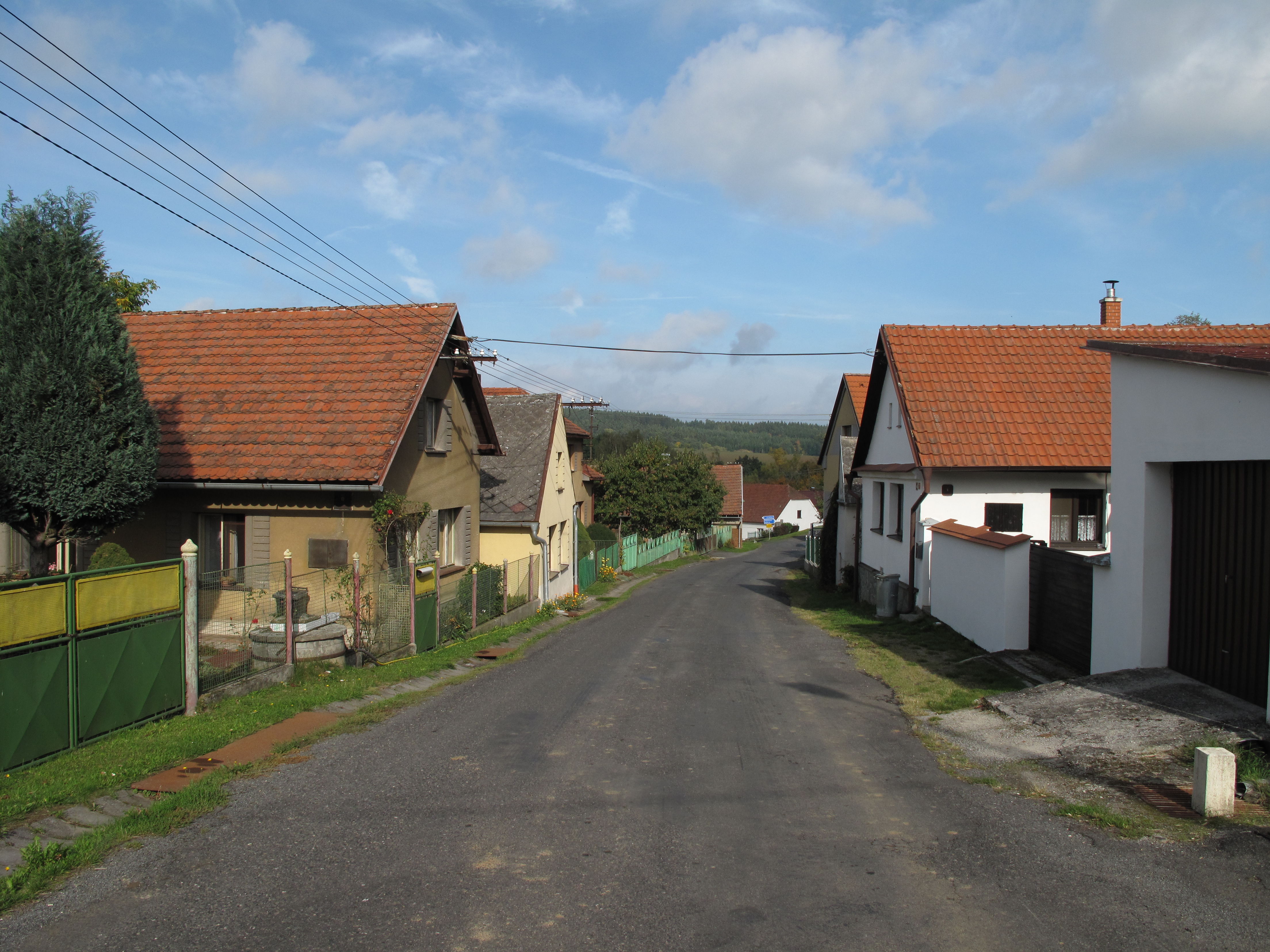
Křenice

## Geographie
Křenice befindet sich am Übergang der Chudenická vrchovina (Chudenitzer Bergland) zur Merklínská pahorkatina (Merkliner Hügelland) und Stříbrská pahorkatina (Mieser Hügelland) im Tal des Baches Merklínka. Nördlich erhebt sich die Spáleniště (479 m), im Nordosten der Zderaz (466 m), östlich die Kněžhora (492 m) und der Borek (469 m), im Südosten der Hrádek (491 m), südlich der Miškovec (503 m) und der Oulík (457 m), im Südwesten der Holý vrch (483 m) und die Hůrka (491 m), westlich der Chlumec (489 m) sowie im Nordwesten die Ptenínská hora (492 m).
Nachbarorte sind Ptenín, Hora, Újezdec und Otěšice im Norden, Bolkov, Roupov, Biřkov und Vřeskovice im Nordosten, Zderaz und Lhovice im Osten, Ježovy, Kámen und Trnčí im Südosten, Bělýšov, Podskalí, Chudenice und Býšov im Süden, Přetín, Zichov und Koloveč im Südwesten, Chumecký Mlýn, Strýčkovice und Těšovice im Westen sowie Hlohovčice, Poděvousy, Háje, Hráz und Buková im Nordwesten.

## Geschichte
Die erste Nachricht über Chřenice bzw. Chřen stammt aus dem 10. Jahrhundert. Das Gut gehörte zu den Besitzungen der Herren von Drslavice und später den davon abstammenden Herren Dolansky von Riesenberg, die in Chřenice eine Feste errichteten. 1339 wurde das Gut Kczenicz an das Kloster Chotieschau verkauft. Im 15. Jahrhundert veräußerte das infolge der Hussitenkriege ruinierte Kloster das Gut Křenice an die Herren von Kamenice. Zu Beginn des 16. Jahrhunderts erhielt Wenzel Pětipeský von Schönhof Křenice nach einem Kammergerichtsentscheid zugesprochen. Danach wechselten die Besitzer des Gutes in rascher Folge. Dietrich Valečský von Vřesovice, der Křenice in der Mitte des 16. Jahrhunderts erworben hatte, ließ in der zweiten Hälfte des 16. Jahrhunderts auf dem Meierhof eine neue Feste erbauen. Zu Ende des 17. Jahrhunderts kaufte Johann Hermann Czernin von und zu Chudenitz das Gut Křenice und schloss es an sein Gut Ježovy an. Dessen Tochter musste das überschuldete Gut 1738 an Ferdinand Franz Graf von Morzin abtreten, der es seiner Herrschaft Merklin zuschlug. Die Grafen von Morzin hielten den Besitz bis zum Beginn des 20. Jahrhunderts. Im Laufe der Zeit wurde das Dorf auch als Krzemicz, Kšenice, Kssenicze und Kschenitz bezeichnet.
Nach der Aufhebung der Patrimonialherrschaften bildete Křenice/Krzenitz ab 1850 eine Gemeinde im Gerichtsbezirk Přestitz. Ab 1868 gehörte die Gemeinde zum Bezirk Přestitz. Zu Beginn des 20. Jahrhunderts erbte Eduard Pálffy von Erdőd das Gut Křenice, ihm folgte kurz vor dem Ersten Weltkrieg sein Sohn Johann Pálffy von Erdőd. Im Zuge der Gemeindegebietsreform wurden 1961 Kámen, Přetín und Biřkov (mit Zderaz) eingemeindet und die Gemeinde dem Okres Klatovy zugeordnet. Biřkov und Zderaz lösten sich zum 1. Jänner 1992 wieder von Křenice los und bildeten eine eigene Gemeinde.

## Gemeindegliederung
Die Gemeinde Křenice besteht aus den Ortsteilen und Katastralbezirken Kámen (Kameno, 1939–45 Stein), Křenice (Krenitz) und Přetín (Pschetin, früher Przetin). Zu Křenice gehört außerdem die Einschicht Chumecký Mlýn (Chumetzer Mühle).

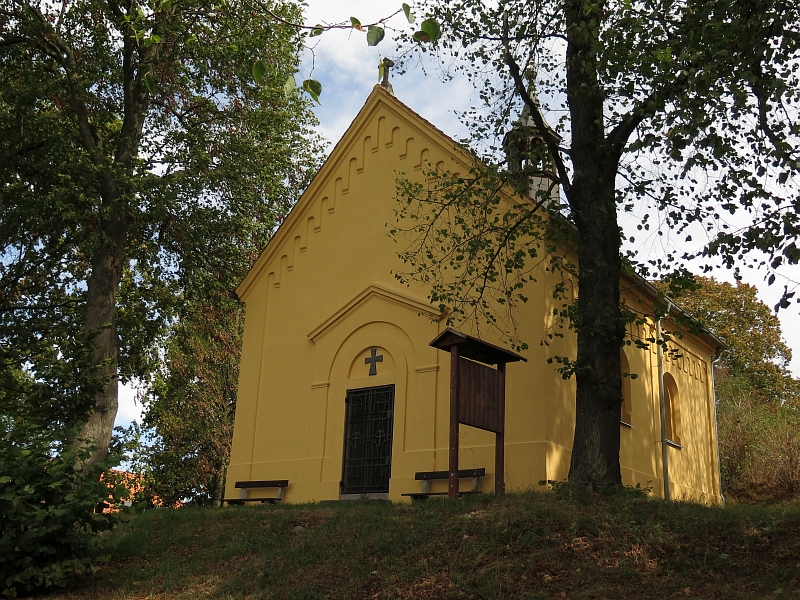
Kapelle der Jungfrau Maria in Křenice

## Sehenswürdigkeiten
- Kapelle der Jungfrau Maria in Křenice
- Feste Křenice, die im 13. Jahrhundert errichtete Anlage wurde in der zweiten Hälfte des 16. Jahrhunderts für Dietrich Valečský von Vřesovice neu aufgebaut. Im 18. Jahrhundert ließen die Grafen von Morzon die Feste zum Kornspeicher umbauen. Dabei wurde das Gebäude entkernt und im Innern drei gezimmerte Speichergeschosse eingezogen. Erhalten sind die Außenwände von 30 × 15 m, an der Südwand haben sich Reste von Sgraffito aus der Zeit der Renaissance erhalten. Das Bauwerk befindet sich heute wieder in Privatbesitz und ist nicht öffentlich zugänglich.
- Mehrere bäuerliche Hofspeicher in Křenice
- Kapelle des hl. Wenzel in Přetín
- Haus Nr. 5 in Přetín, der teilweise gezimmerte Bau entstand in der zweiten Hälfte des 18. Jahrhunderts
- Kapelle in Kámen
- Lindenallee in Kámen